# Grup Balear d’Ornitologia i Defensa de la Naturalesa

Logo des GOB

Der Grup Balear d’Ornitologia i Defensa de la Naturalesa (GOB) ist eine  Umweltorganisation zur Bewahrung des Naturerbes der Balearischen Inseln. Der Umweltverband wurde 1973 gegründet und hat heute ca. 7000 Mitglieder. Der GOB ist Mitglied der Weltnaturschutzunion International Union for Conservation of Nature and Natural Resources.
Er ist in Ortsgruppen und Büros auf Mallorca, Menorca, Ibiza und Formentera vertreten. Die Finanzierung der Umweltarbeit erfolgt über Mitgliedsbeiträge, Spenden und Projekte, die von staatlichen oder privaten Institutionen gefördert werden.
Der Umweltverband veröffentlicht wissenschaftliche Publikationen und ist in mehr als 40 politischen und administrativen Gremien vertreten.

## Ziele
Um eine nachhaltige Entwicklung der Balearischen Inseln zu erreichen, versucht der GOB mit verschiedenen Maßnahmen Einfluss auf die Entwicklung zu nehmen. So wird gefordert, die touristische Flächennutzung an die ökologischen Möglichkeiten anzupassen. Das beinhaltet neben Aktionen gegen geplante Großbauprojekte auch die Forderung nach Weiterentwicklung des öffentlichen Nahverkehrs und des Schienennetzes. Eine Ausweitung der bereits bestehenden Naturschutzgebiete sowie die Ausweisung neuer Areale gehören zu den Zielen der GOB wie Maßnahmen zur Erhaltung der balearischen Kulturlandschaft und der Biodiversität sowie der Förderung von ökologischer Landwirtschaft. Dazu leistet der GOB Öffentlichkeitsarbeit in den Bereichen Schule, Erwachsenenbildung und im Tourismus.

## Projekte
Der GOB treibt vor allem folgende Projekte voran:

### Umweltbildung
Einen wichtigen Arbeitsschwerpunkt stellt die Umweltbildung für Kinder, Jugendliche und Erwachsene dar. Der GOB gibt Lehr- und Informationsmaterial heraus, um eine Sensibilisierung für umweltrelevante Themen wie Müllvermeidung oder Wassereinsparung zu erreichen.

### Artenschutz
Der GOB setzt sich für den Schutz bedrohter Tier- und Pflanzenarten, vor allem des Rotmilans, des Mönchsgeiers sowie der Griechischen Landschildkröte ein.

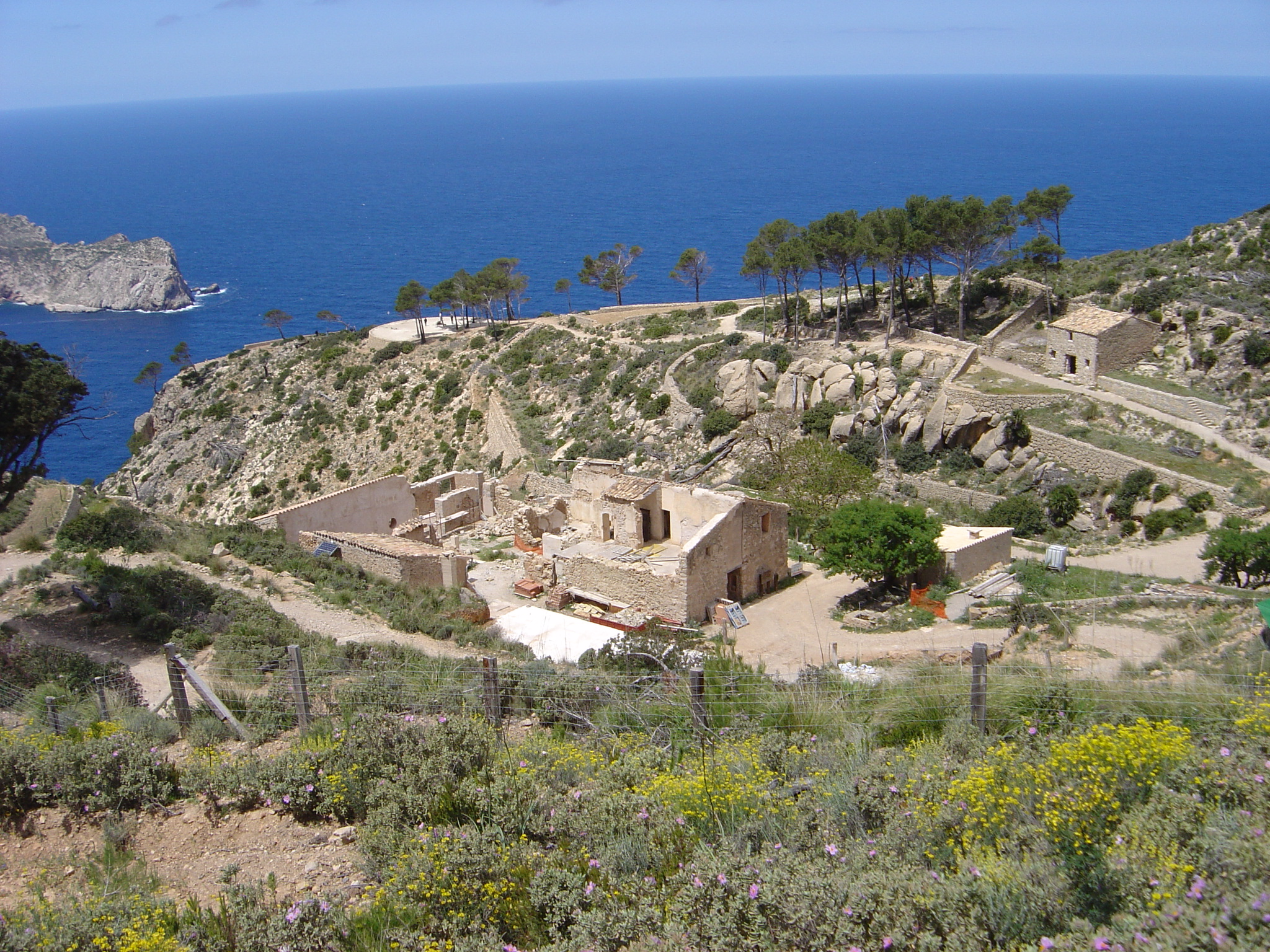
La Trapa

### Finca La Trapa
1980 kaufte der GOB aus Spenden das 81 Hektar große Anwesen La Trapa in der Serra de Tramuntana, um den Bau touristischer Großprojekte auf dem Areal zu verhindern. In dem Gebiet finden sich zahlreiche seltene Pflanzen- und Tierarten wie den Balearen-Sturmtaucher oder die Balearengrasmücke. Ziel ist es, in Zusammenarbeit mit dem Inselrat von Mallorca das alte Kloster zu restaurieren und die umliegenden brachliegenden Flächen wieder aufzuforsten und landwirtschaftlich zu nutzen. Nach Fertigstellung soll das Gebäude als Schutzhütte (Refugi) auf dem Fernwanderweg GR 221 genutzt werden.

## Bisherige Erfolge
Erfolgreiche Aktivitäten des GOB auf den Balearen waren der Schutz der Insel Sa Dragonera, des Strandes von Es Trenc in der Gemeinde Campos, die Einrichtung des Parc natural de Mondragó und des Parc natural de s’Albufera de Mallorca sowie die Kampagne zur Einrichtung des Meeresnationalparks Cabrera.